# Jean II de Palatinat-Simmern
Jean II de Palatinat-Simmern (21 mars 1492 – 18 mai 1557) était le comte palatin du Rhin de Simmern à partir de 1509 jusqu'en 1557.
Jean II est né à Simmern en 1492, le fils aîné survivant de Jean Ier de Palatinat-Simmern et Jeanne de Nassau-Sarrebruck (bg). En 1508, il épousa Béatrice de Bade, fille du margrave Christophe Ier de Bade. Il a succédé à son père en 1509. Il a introduit la Réforme à Simmern qui a conduit à l'augmentation des tensions avec ses voisins, les Archevêchés de Trèves et de Mayence.

## Biographie
Il est le fils de Jean Ier, comte Palatin et duc de Simmern (1459-1509), issu de son mariage avec Jeanne (1464-1521), fille du comte Jean II de Nassau-Sarrebruck. Contrairement à la coutume de l'époque, le prince reçoit une formation plus étendue dans le domaine scientifique que dans les exercices chevaleresques. Dans le domaine des sciences naturelles, des sciences politiques et du droit, Johann est considéré comme le prince le plus instruit de son temps. Nombreux sont les artistes et les savants auxquels il est lié.
L'empereur Charles-Quint tient Jean II en haute estime, ce qui fait que jusqu'à sa mort, il est juge à la Cour impériale de Spire et, à partir de 1523, statthalter (représentant de l'empereur en son absence) du gouvernement impérial.
Sous son règne, le duché de Palatinat-Simmern connait un âge d’or. C'est lui aussi qui probablement crée dans sa ville où il réside une école latine qui est attestée pour 1514. C’est d’elle qu’est né plus tard le Herzog-Johann-Gymnasium, qui porte son nom. En 1530, il installe une imprimerie au château de Simmern. Hieronymus Rhodler y travaille comme imprimeur. Parmi les produits les plus connus de cette imprimerie figure le livre des tournois de Georg Rüxner. Johann von Trarbach et un "Maître de Simmern" inconnu créent d'importantes tombes de la Renaissance qu'on peut voir dans l'église Saint-Étienne de Simmern.
Une politique habile permet à Jean II d’assurer la succession de la lignée palatine à son fils Frédéric III. C'est ce qui se produit en 1553 dans une compétition entre tous les chefs des lignées palatines à Heidelberg, lorsque la lignée de Neubourg avec l'électeur Ottheinrich est sur le point de s’éteindre. Dans cette compétition, Jean transfère une partie du comté de Sponheim, Lützelstein, Guttenberg et autres lieux à la maison de Palatinat-Deux-Ponts.
En 1555, peu avant sa mort, il abolit le servage pour les habitants de Simmern.

## Famille
Avec Béatrice de Bade:
1. Catherine de Palatinat-Simmern (27 mars 1510 – 22 mars 1572)
2. Jeanne de Palatinat-Simmern (1er juillet 1512 – 2 février 1581)
3. Ottilie (4 novembre 1513 – 6 septembre 1553)
4. Frédéric III du Palatinat (14 février 1515 – 26 octobre 1576)
5. Brigitte de Palatinat-Simmern (18 août 1516 – 13 avril 1562)
6. Georges de Palatinat-Simmern-Sponheim (20 février 1518 – 17 mai 1569)
7. Élisabeth de Palatinat-Simmern (13 février 1520 – 18 février 1564)
8. Richard de Palatinat-Simmern (25 juillet 1521 – 13 janvier 1598)
9. Marie (29 avril 1524 – 29 mai 1576)
10. Guillaume (24 juillet 1526 – 9 mars 1527)
11. Sabine de Palatinat-Simmern (13 juin 1528 – 19 juin 1578) mariée à Lamoral, Comte d'Egmont
12. Hélène de Palatinat-Simmern (13 juin 1532 – 5 février 1579)